# 戸塚千太郎
戸塚 千太郎（とつか せんたろう、1847年4月17日（弘化4年3月3日） - 1907年（明治40年）3月13日）は、明治時代の政治家、実業家。

## 経歴
士族・戸塚弥七の長男。1876年（明治9年）家督を相続する。1871年（明治4年）廃藩置県後は横浜で商売に従事する傍ら横浜周辺の紀伊徳川家の土地を管理した。1879年（明治12年）神奈川県会議員に当選し、横浜商法会議所常議員、横浜商法学校創立委員を経て、1889年（明治22年）横浜市会議員に当選。同年2月より同副議長を務めた。のち1895年（明治28年）12月創業の横浜商業銀行（現横浜銀行）専務取締役、横浜米穀取引所理事、横浜貿易倉庫監査役などを歴任した。墓所は東京四谷の永心寺。